# Vågträsket (Arvidsjaurs socken, Lappland)
Vågträsket är en sjö i Arvidsjaurs kommun i Lappland och ingår i Skellefteälvens huvudavrinningsområde. Sjön har en area på 0,545 kvadratkilometer och ligger 480 meter över havet.

## Delavrinningsområde
Vågträsket ingår i det delavrinningsområde (726763-165383) som SMHI kallar för Ovan 726321-165646. Medelhöjden är 495 meter över havet och ytan är 24,52 kvadratkilometer. Räknas de 3 avrinningsområdena uppströms in blir den ackumulerade arean 46,46 kvadratkilometer. Skattån (Stenträskbäcken) som avvattnar avrinningsområdet har biflödesordning 2, vilket innebär att vattnet flödar genom totalt 2 vattendrag innan det når havet efter 157 kilometer. Avrinningsområdet består mestadels av skog (42 procent) och sankmarker (50 procent). Avrinningsområdet har 0,55 kvadratkilometer vattenytor vilket ger det en sjöprocent på 2,2 procent.